# Радзікув-Стопкі
Радзікув-Стопкі (пол. Radzików-Stopki) — село в Польщі, у гміні Морди Седлецького повіту Мазовецького воєводства.
Населення — 155 осіб (2011).
У 1975-1998 роках село належало до Седлецького воєводства.

## Демографія
Демографічна структура станом на 31 березня 2011 року:
|          | Загалом | Допрацездатний вік | Працездатний вік | Постпрацездатний вік |
| -------- | ------- | ------------------ | ---------------- | -------------------- |
| Чоловіки | 77      | 17                 | 47               | 13                   |
| Жінки    | 78      | 22                 | 31               | 25                   |
| Разом    | 155     | 39                 | 78               | 38                   |